# Nebuloasa Semiluna

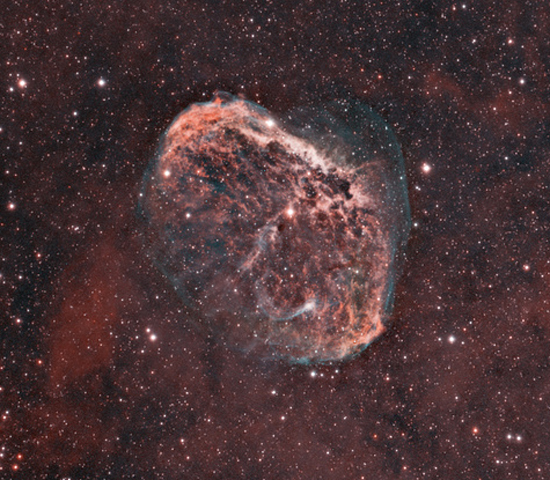
NGC 6888

Nebuloasa Semiluna, NGC 6888 sau Caldwell 27 (este folosită și denumirea de Nebuloasa Crescent) este o nebuloasă de emisie din constelația Lebăda. A fost descoperită de Friedrich Wilhelm Herschel în 1792.